# Alsergrund
Alsergrund es el noveno distrito de Viena, Austria. Está ubicado a poca distancia al norte del distrito centro y del río Danubio, y fue establecido en el año 1850. A 1 de enero de 2016 tenía 37 816 habitantes en un área de 2,99 km². En este distrito se sitúan muchos departamentos de la Universidad de Viena.
Este distrito está asociado a la música clásica ya que en él, nació Franz Schubert y murió Ludwig van Beethoven. Asimismo, el creador del psicoanálisis Sigmund Freud tenía su oficina en este distrito.

## Imágenes

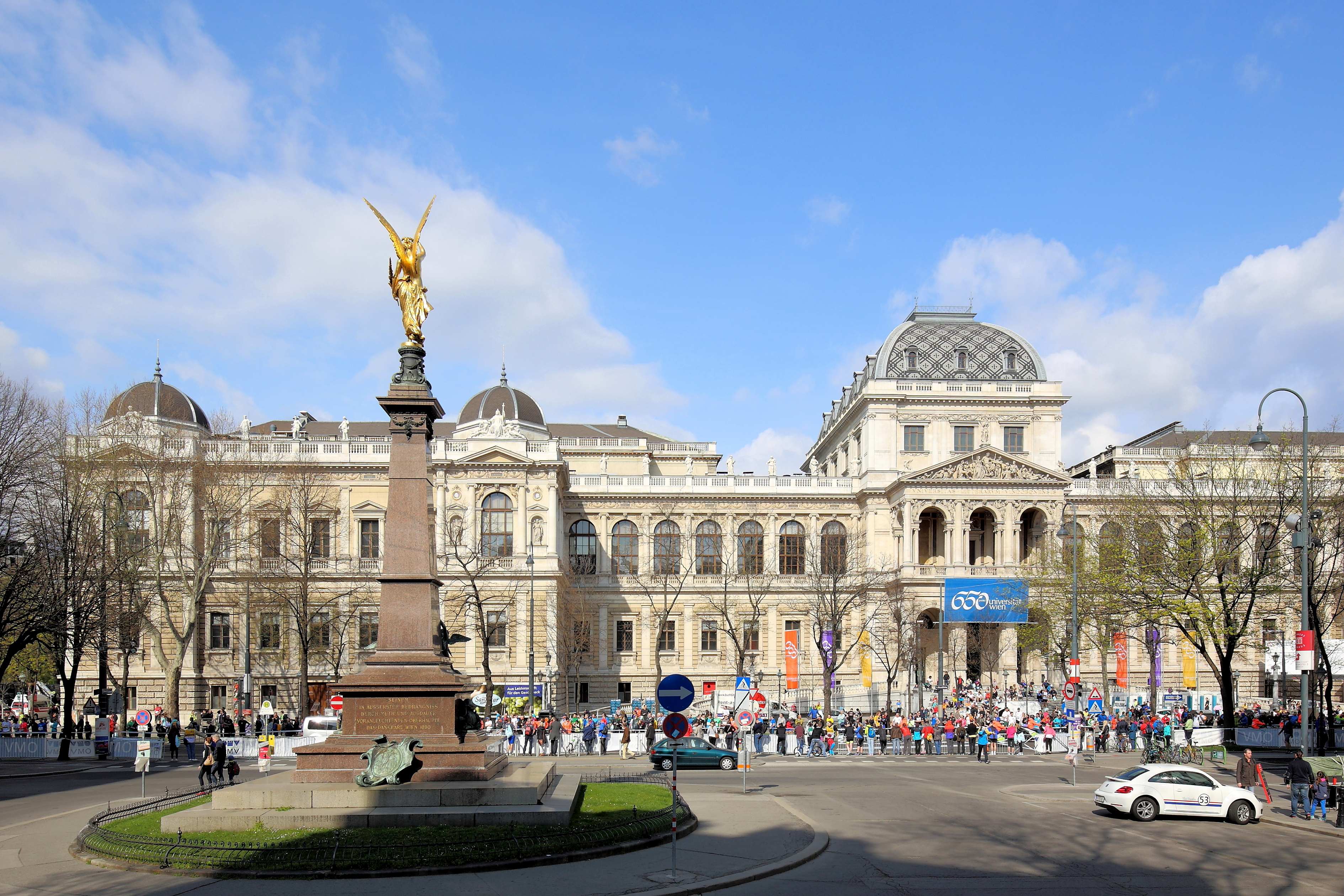
Universidad de Viena
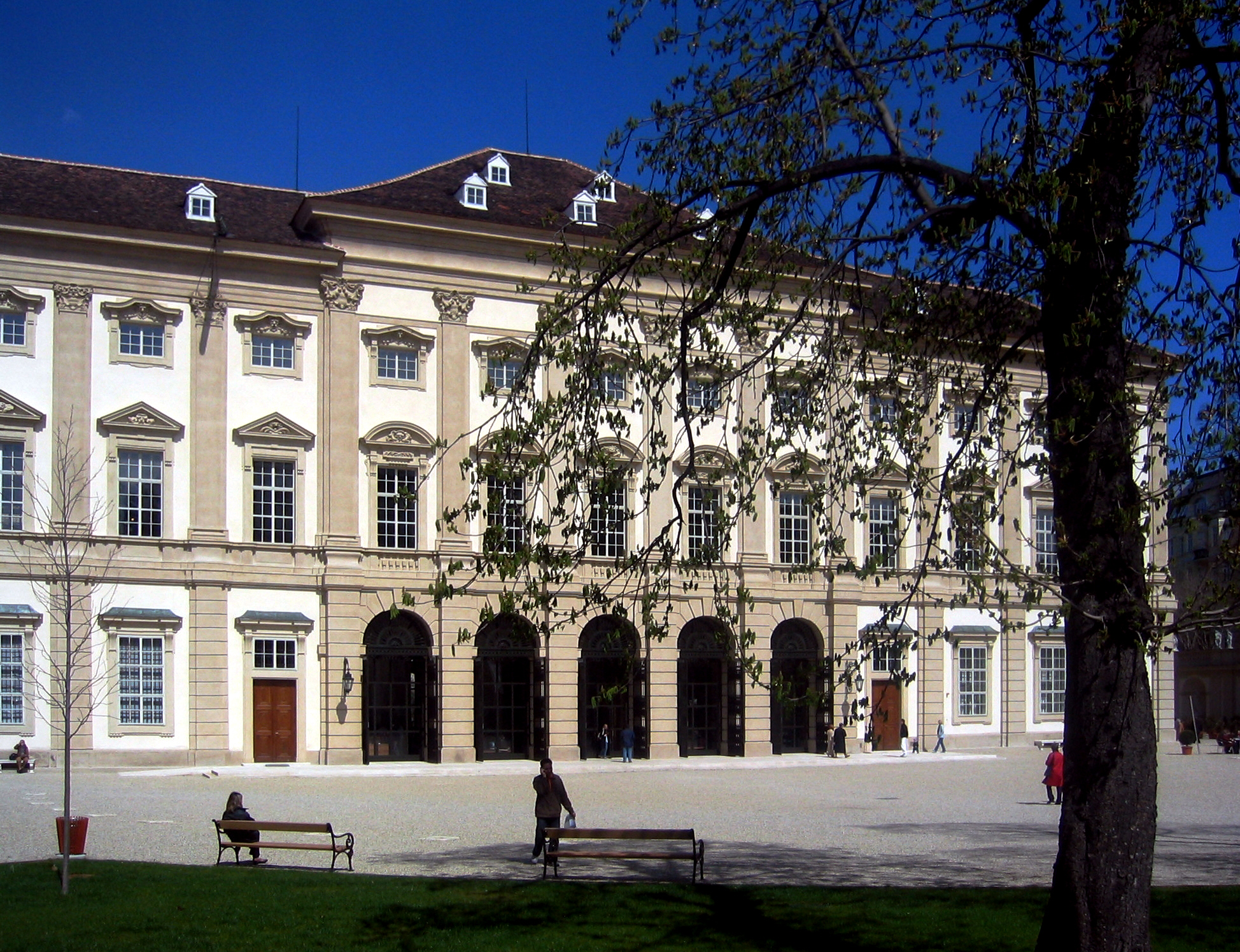
Museo-palacio Liechtenstein